# Бацање диска
Бацање диска је атлетска дисциплина с ротационим кретањима којим бацач настоји бацити справу што даље. Бацање диска развија снагу, брзину окретности и прецизност кретања на бацалишту те се и данас употребљава као средство за развијање ученикових способности. Бацање диска је древни спорт, као што показује Миронова статуа Дискобол из петог века пре нове ере. Иако није део садашњег петобоја, био је то један од догађаја старогрчког петобоја, који се може датирати најмање од 708. п. н. е., и део је модерног десетобоја.

## Историја
Диск помиње Хомер у стиху „колут је тај Етион бацио јаки“ (Илијада XXIII, 827). Бацање диска као дисциплина било је саставни део пентатлона — петобоја. Вајар Мирон (средина 5. века п. н. е.) исклесао је статуу бацача диска у фази замаха, једно од ремек дела античке уметности. Ископине у Олимпији потврдиле су да су Грци правили дискове од камена, дрвета, гвожђа и бронзе.
Диск је био тежак ос1,245 до 5,707 kg, 16,5 до 34 cm. Бацао се са одређеног каменог постоља, тзв. балбиса површине 80 х 70 cm што доказује да Грци нису познавали технику окрета.
На првим Олимпијским играма 1896. у Атини диск се бацао грчким стилом (без окрета). Прво место освојио је Роберт Гарет резултатом 29,15 м. Након IV Олимпијских игара 1910. године одређено је да пречник круга из којег се баца диск буде 2,5 метара. Швеђанин Седерсен и Чех Ф. Јанда-Сук први су почели бацати диск с окретом, али из круга пречника 2,135 метара. Једно време диск се бацао из круга 2,70 метара.
Од 1902 најбоље резултате имали су Мартин Шеридан (САД), Адолфо Конселини (Италија), Џеј Силвестер и Ал Ертер из САД, Лудвик Данек (Чехословачка, Рики Брух (Шведска), Ларс Ридл (Немачка), и др.
Први незванични рекорд за жене поставила је 1923. М. Тенборе (Француска) резултатом 27,39 м. Први званични рекорд поставила је Гизела Мауермајер (Немачка) 48,31, а затим Лизел Вестерман (Западна Немачка), Нина Думбадзе, Тамара Прес и Фаина Мелник (СССР) др.
У Југославији се резултати бележе од 1919. године. Тада је Ђуро Гашпар, бацајући диск десном и левом руком, постигао даљину од 54,2875 м (29,5375 + 24,75), a 1920. поставио је рекорд бацајући једном руком 31,39 м. Први признати рекорд за жене поставила је М. Цимперман резултатом 20,87 м.

## Правила такмичења
Диск се баца из круга пречника 2,50 м чији је обруч од гвожђа или челика. Сваки такмичар има право на три покушаја, осморица (на мањим такмичењима шесторица) имају право на још три покушаја. Ниједан такмичар нема право на додатне покушаје, ако у прва три покушаја немају нема барем један успели покушај. Најбољи хитац сваког такмичара је и његов најбољи резултат. При бацању такмичар сме дотаћи само унутрашњи део обруча. Такмичар може напустити круг кроз његов задњи део тј. иза линије која обележава његову средину, тек када диск додирне тло. Хитац се мери од најближег отиска, насталог при паду диска на тло, до унутрашњег руба круга. Диск за сениоре и јуниоре од 17 до 19 година је 2 kg, јуниоре до 17 год. 1,5 kg. Сениорке и јуниорке, као и пионири и пионирке бацају диск од 1 килограма.

## Специјалне вежбе бацања диска
1. Из раскорачног усправног става, сукања трупом са бучицама у леву и десну страну.
2. Из раскорачног усправног става, са оптерећењем на плећима, сукање* трупа у леву и десну страну.
3. Бацање диска у вис преко кажипрста, при чему справа добија ротационо кретање у правцу кретања казаљке на сату.
4. Из раскорачног става, имитациони покрети бацања диска.
5. Бацање олакшане справе у циљу усавршавања специјалне брзине покрета у фази завршног напрезања.
6. Бацање стандардне справе у циљу усвајања прецизности покрета у фази престизавања справе.
7. Дизање лакших тегова из лежања, седа, чучња и нешто тежих из стојећег става једном и обема рукама.

*сукање или повијање: приликом извођења ни један део тела се не помера изразито ван равнотежног положаја.

## Светски рекорди
Први светски рекорд у бацању диска ИААФ (International Association of Athletics Federations – Међународна атлетска федерација) је признала 1912. године. Тренутни рекорд код мушкараца је 74,35 метара, а постигао га је Миколас Алекна из Литваније у Рамони 14. априла 2024. године. Код жена рекорд држи Габријела Рајнш из Источне Немачке са 76,80, а постигнут је исто у Нојбранденбургу, 9. јула 1988. године.

## Листа најбољих резултата у бацању диска за мушкарце
Ово је листа 10 атлетичара који су најдаље бацили диск, са стањем на дан 18. новембар 2024. године. (Напомена: неки атлетичари су више пута бацили диск у приказаном распону. Приказан је само најбољи резултат сваког атлетичара.)
| Ранг | Дужина | Име               | Датум рођења        | Националност              | Место          | Датум              |
| ---- | ------ | ----------------- | ------------------- | ------------------------- | -------------- | ------------------ |
| 1.   | 74,35  | Миколас Алекна    | 28. септембар 2002. | Литванија                 | Рамона         | 14. април 2024.    |
| 2.   | 74,08  | Јирген Шулт       | 11. мај 1960.       | Источна Немачка / Немачка | Нојбранденбург | 6. јун 1986.       |
| 3.   | 73,88  | Виргилијус Алекна | 13. фебруар 1972.   | Литванија                 | Каунас         | 3. август 2000.    |
| 4.   | 73,38  | Герд Кантер       | 6. мај 1979.        | Естонија                  | Хелсинборг     | 4. септембар 2006. |
| 5.   | 71,86  | Јуриј Димчев      | 5. август 1958.     | Совјетски Савез           | Москва         | 29. мај 1983.      |
| 5.   | 71,86  | Данијел Штал      | 27. август 1992.    | Шведска                   | Ботнарид       | 29. јун 2019.      |
| 5.   | 71,86  | Кристјан Чех      | 17. фебруар 1999.   | Словенија                 | Јихви          | 16. јун 2023.      |
| 8.   | 71,84  | Пјотр Малаховски  | 7. јун 1983.        | Пољска                    | Хенгело        | 8. јун 2013.       |
| 9.   | 71,70  | Роберт Фазекаш    | 8. август 1975.     | Мађарска                  | Сомбатхељ      | 14. јул 2002.      |
| 10.  | 71,50  | Ларс Ридл         | 28. јун 1967.       | Немачка                   | Висбаден       | 3. мај 1997.       |

## Светски и континентални рекорди за мушкарце
(стање 18. новембар 2024.)
|     | Дужина | Име                               | Држава                 | Место                       | Датум           |
| --- | ------ | --------------------------------- | ---------------------- | --------------------------- | --------------- |
| СР  | 74,35  | Миколас Алекна                    | Литванија              | Рамона, САД                 | 14. април 2024. |
| ОР  | 70,00  | Роџ Стона                         | Јамајка                | Париз, Француска            | 7. август 2024. |
| ЕР  | 74,35  | Миколас Алекна                    | Литванија              | Рамона, САД                 | 14. април 2024. |
| САР | 71,32  | Бен Плакнет                       | Сједињене Државе       | Јуџин, САД                  | 4. јун 1983.    |
| ЈАР | 70,29  | Маурисио Ортега                   | Колумбија              | Лувеље, Португалија         | 22. јул 2020.   |
| АФР | 70,32  | Франц Кругер                      | Јужноафричка Република | Салон-де-Прованс, Француска | 26. мај 2002.   |
| АЗР | 69,32  | Ехсан Хадади                      | Иран                   | Талин, Естонија             | 3. јун 2008.    |
| ОКР | 71,48  | Алекс Роуз                        | Самоа                  | Алендејл, САД               | 11. мај 2024.   |
| РС  | 61,94  | Драган Перић АК Партизан, Београд | СР Југославија         | Београд                     | 26. мај 1991.   |

## Листа најбољих резултата у бацању диска за жене
Ово је листа 10 атлетичарки које су најдаље бациле диск, са стањем на дан 18. новембар 2024. године. (Напомена: неке атлетичарке су више пута бациле диск у приказаном распону. Приказан је само најбољи резултат сваке атлетичарке.)
| Ранг | Дужина | Име               | Датум рођења        | Националност    | Место           | Датум              |
| ---- | ------ | ----------------- | ------------------- | --------------- | --------------- | ------------------ |
| 1.   | 76,80  | Габријела Рајнш   | 23. септембар 1963. | Источна Немачка | Нојбранденбург  | 7. јули 1988.      |
| 2.   | 74,56  | Здењка Шилхава    | 15. јун 1954.       | Чехословачка    | Њитра           | 26. август 1984.   |
| 2.   | 74,56  | Илке Вилуда       | 28. март 1969.      | Источна Немачка | Нојбранденбург  | 23. јул 1989.      |
| 4.   | 74,08  | Дијана Гански     | 14. децембар 1963.  | Источна Немачка | Карл Маркс Штат | 20. јул 1987.      |
| 5.   | 73,84  | Данијела Костијан | 30. април 1965.     | Румунија        | Букурешт        | 30. април 1988.    |
| 6.   | 73,36  | Ирина Мешински    | 24. март 1962.      | Источна Немачка | Праг            | 17. август 1984.   |
| 7.   | 73,28  | Галина Савинкова  | 15. јул 1953.       | Совјетски Савез | Доњецк          | 8. септембар 1984. |
| 8.   | 73,22  | Цветанка Христова | 14. март 1962.      | Бугарска        | Казанлак        | 19. април 1987.    |
| 9.   | 73,10  | Гизела Бејер      | 16. јул 1960.       | Источна Немачка | Берлин          | 20. јул 1984.      |
| 10.  | 73,09  | Јаиме Перез       | 29. мај 1991.       | Куба            | Рамона          | 13. април 2024.    |

## Светски и континентални рекорди за жене
(стање 18. новембар 2024.)
|     | Дужина | Име                                              | Држава          | Место                           | Датум               |
| --- | ------ | ------------------------------------------------ | --------------- | ------------------------------- | ------------------- |
| СР  | 76,80  | Габријела Рајнш                                  | Источна Немачка | Нојбранденбург, Источна Немачка | 7. јули 1988.       |
| ОР  | 72,30  | Мартина Хелман                                   | Источна Немачка | Сеул, Јужна Кореја              | 29. септембар 1988. |
| АФР | 64,96  | Чиома Оњеквере                                   | Нигерија        | Рамона, САД                     | 15. април 2023.     |
| АЗР | 71,68  | Сјао Јанлинг                                     | Кина            | Пекинг, Кина                    | 14. март 1992.      |
| САР | 73,09  | Јаиме Перез                                      | Куба            | Рамона, САД                     | 13. април 2024.     |
| ЈАР | 65,34  | Андреса де Мораис                                | Бразил          | Леирија, Португалија            | 26. јун 2019.       |
| ЕР  | 76,80  | Габријела Рајнш                                  | Источна Немачка | Нојбранденбург, Источна Немачка | 7. јули 1988.       |
| ОКР | 69,64  | Дени Стивенс                                     | Аустралија      | Лондон, Велика Британија        | 13. август 2017.    |
| РС  | 63,63  | Драгана Томашевић АК Сирмијум, Сремска Митровица | Србија          | Гетеборг, Шведска               | 8. август 2006.     |

## Освајачи медаља у бацању диска на највећим такмичењима

### Олимпијске игре
- Жене
- Мушкарци

### Светска првенства
- Жене
- Мушкарци

## Развој рекорда у бацању диска

### Жене
- Развој светског рекорда у бацању диска за жене

### Мушкарци
- Развој светског рекорда у бацању диска за мушкарце